# Strada nazionale 1 (Paraguay)
La strada nazionale PY01 "Maresciallo Francisco Solano López" (in spagnolo: Ruta Nacional PY01 "Mariscal Francisco Solano López") è una strada statale paraguaiana che unisce la capitale nazionale Asunción con la cittadina di Encarnación, il principale centro del sud del Paese.
La strada termina presso il ponte San Roque González de Santa Cruz, un'imponente infrastruttura che unisce il Paraguay meridionale con la città argentina di Posadas, capoluogo della provincia di Misiones.